# 伪满洲中央银行哈尔滨支行旧址
伪满洲中央银行哈尔滨支行旧址是黑龙江省哈尔滨市的一座历史建筑，位于道里区田地街115号（与尚志大街交汇处的东北角）。

## 历史
伪满洲中央银行与哈尔滨的四个支行于1932年7月1日同时成立。哈尔滨分行大楼建于1935年，是一座坚固的仿古典主义建筑，由福昌公司，正立面设有宏伟的多立克柱廊。后成为中国工商银行的一个支行。2007年9月30日，成为哈尔滨市文物保护单位。